# Рамирес, Норберто
Норберто Рамирес Ареас (исп. Norberto Ramírez Areas; 15 апреля 1802, Леон, Никарагуа — 11 июля 1856, Леон, Никарагуа) — никарагуанский адвокат и политик. С 20/23 сентября 1840 по 7 января 1841 он был 5-м начальником Сальвадора, всё ещё входившим в Соединённые Провинции Центральной Америки. С 1 апреля 1849 по 1 апреля 1851 был 24-м президентом независимой Никарагуа.
Норберто Рамирес был отцом Мерседес Рамирес де Мелендес, чьи сыновья Карлос и Хорхе были в дальнейшем президентами Сальвадора.
С 1849 по 1851 год был президентом Никарагуа.